# Achaearanea subtabulata
Achaearanea subtabulata är en spindelart som beskrevs av Zhu 1998. Achaearanea subtabulata ingår i släktet Achaearanea och familjen klotspindlar. Inga underarter finns listade i Catalogue of Life.